# Sfregio
In medicina legale, lo sfregio è la modificazione dei tratti somatici del viso che può conseguire a una ferita, a un'ustione, al contatto con una sostanza corrosiva o anche a una malattia neurologica. Spesso consiste in una cicatrice. Lo sfregio, anche quando non deturpa gravemente il volto, determina comunque un'alterazione delle sue caratteristiche, e rappresenta pertanto il cambiamento sensibile di un elemento dell'identità personale.
Ciò ha suggerito al legislatore penale italiano di trattarlo come circostanza aggravante del reato di lesione. Si tratta cioè di una delle lesioni gravissime previste dall'art. 583 c.p. L'aggravante opera quando, dal punto di vista prognostico, lo sfregio ha carattere permanente, indipendentemente dalla possibilità di ricorrere alla chirurgia estetica. Non ha rilievo il fatto che lo sfregio sia realizzato di proposito (dolo specifico) o accidentalmente; caso, quest'ultimo, che può verificarsi per errore sia quando l'agente intendeva in realtà ferire una diversa parte del corpo (dolo generico), sia quando ha agito senza neppure la volontà di ferire (colpa).
L'accertamento dello sfregio non spetta in genere al medico, che formula solo una prognosi circa la sua reversibilità o permanenza.
In ambito criminologico, lo sfregio era una pratica che la camorra attuava contro un soggetto per marchiarlo d'infamia.